# Влоцлавский уезд
Влоцлавский уезд — административная единица в составе Варшавской губернии Российской империи, существовавшая c 1837 года по 1919 год. Административный центр — город Влоцлавск.

## История
Уезд образован в 1837 году в составе Мазовецкой губернии. С 1844 года — в Варшавской губернии. В 1919 году преобразован в Влоцлавский повят Варшавского воеводства Польши.

## Население
По переписи 1897 года население уезда составляло 96 611 человек, в том числе в городе Влоцлавск — 22 907 жит., в безуездном городе Брест-Куявск — 2744 жит.

### Национальный состав
Национальный состав по переписи 1897 года:
- поляки — 77 832 чел. (80,6 %),
- евреи — 8863 чел. (9,2 %),
- немцы — 8099 чел. (8,4 %),
- русские — 1531 чел. (1,6 %),

## Административное деление
В 1913 году в состав уезда входило 13 гмин: 
| - Барухов — с. Клотно, - Добегнево — с. Добегнево, - Клубка — с. Клубка, - Коваль — пос. Коваль, - Ленг — г. Влоцлавск, - Любень — пос. Любень, - Пикутково — с. Венец, | - Пржедеч — пос. Пржедеч, - Пышково — с. Пышково, - Писки — пос. Любранец, - Смиловице — с. Смиловице, - Фольбарж — ус. Бугай, - Ходеч — пос. Ходеч, |